# Wagony SGP nr 601–612 (tramwaje w Grazu)
Wagony SGP nr 601–612 – seria silnikowych, przegubowych wagonów tramwajowych, wyprodukowanych w latach 80. XX w. w zakładach Simmering-Graz-Pauker dla systemu tramwajowego w Grazu. Pierwotnie były to dwuczłonowe wagony wysokopodłogowe. W 1999 r. w oparciu o części z zakładów Bombardier tramwaje przeszły modernizację polegającą na wstawieniu nowego, środkowego członu niskopodłogowego.

## Historia
W 1986 r. odbyła się publiczna prezentacja pierwszego z 12 zakupionych tramwajów serii 601–612. Wyposażenie elektryczne dla tramwajów dostarczył Siemens. Eksploatację liniową rozpoczęto 13 grudnia 1986 r. ekspediując pierwszy tramwaj tego typu na linię nr 6.
W trakcie eksploatacji okazało się, że pojemność wagonów jest zbyt mała. W związku z tym w 1999 r. w zakładach Bombardier zamówiono człony niskopodłogowe. Ich wstawienia do każdego z 12 tramwajów dokonano w oddziale Bombardiera w Wiedniu. Przy okazji wymieniono stare kasety na numer linii na wyświetlacze ciekłokrystaliczne.
W 2019 r. tramwaje przeszły kolejną modernizację. Wyświetlacze ciekłokrystaliczne zastąpiono wyświetlaczami LED. Poza tym zmodernizowano układ sterowania.
Wraz z zamówieniem nowych wagonów tramwajowych, co powinno nastąpić w 2027 r., planowane jest zakończenie eksploatacji tramwajów nr 601–612. 

## Dostawy
| Państwo        | Miasto         | Lata dostaw    | Liczba | Numery taborowe |       |
| -------------- | -------------- | -------------- | ------ | --------------- | ----- |
| Austria        | Graz           |                | 12     | 601–612         | [ 1 ] |
| Łączna liczba: | Łączna liczba: | Łączna liczba: | 12     |                 |       |

## Galeria

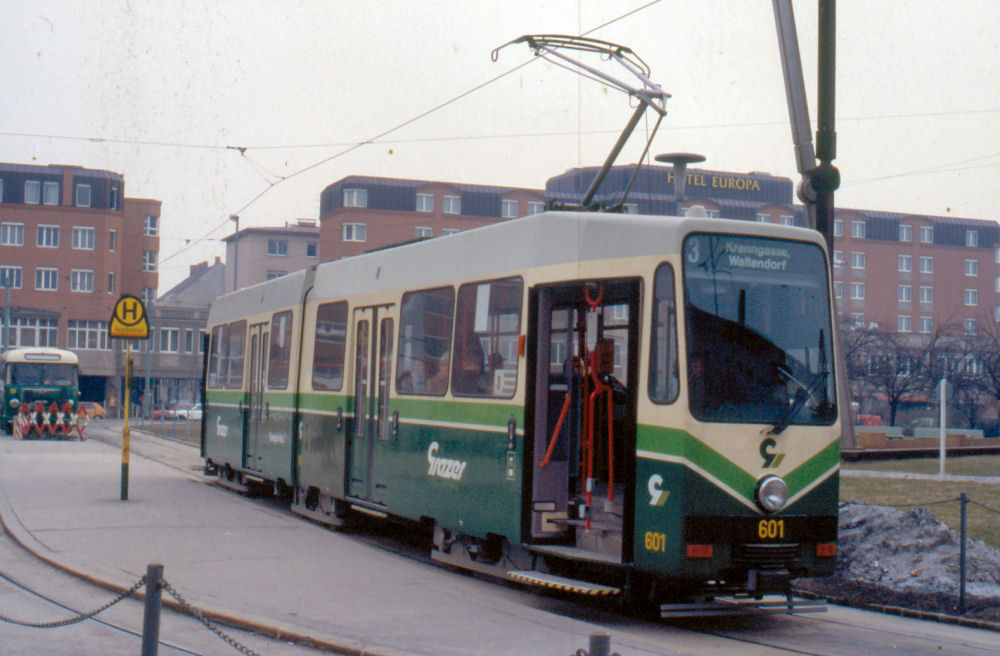
Wagon nr 601 przed modernizacją, 1987 r.
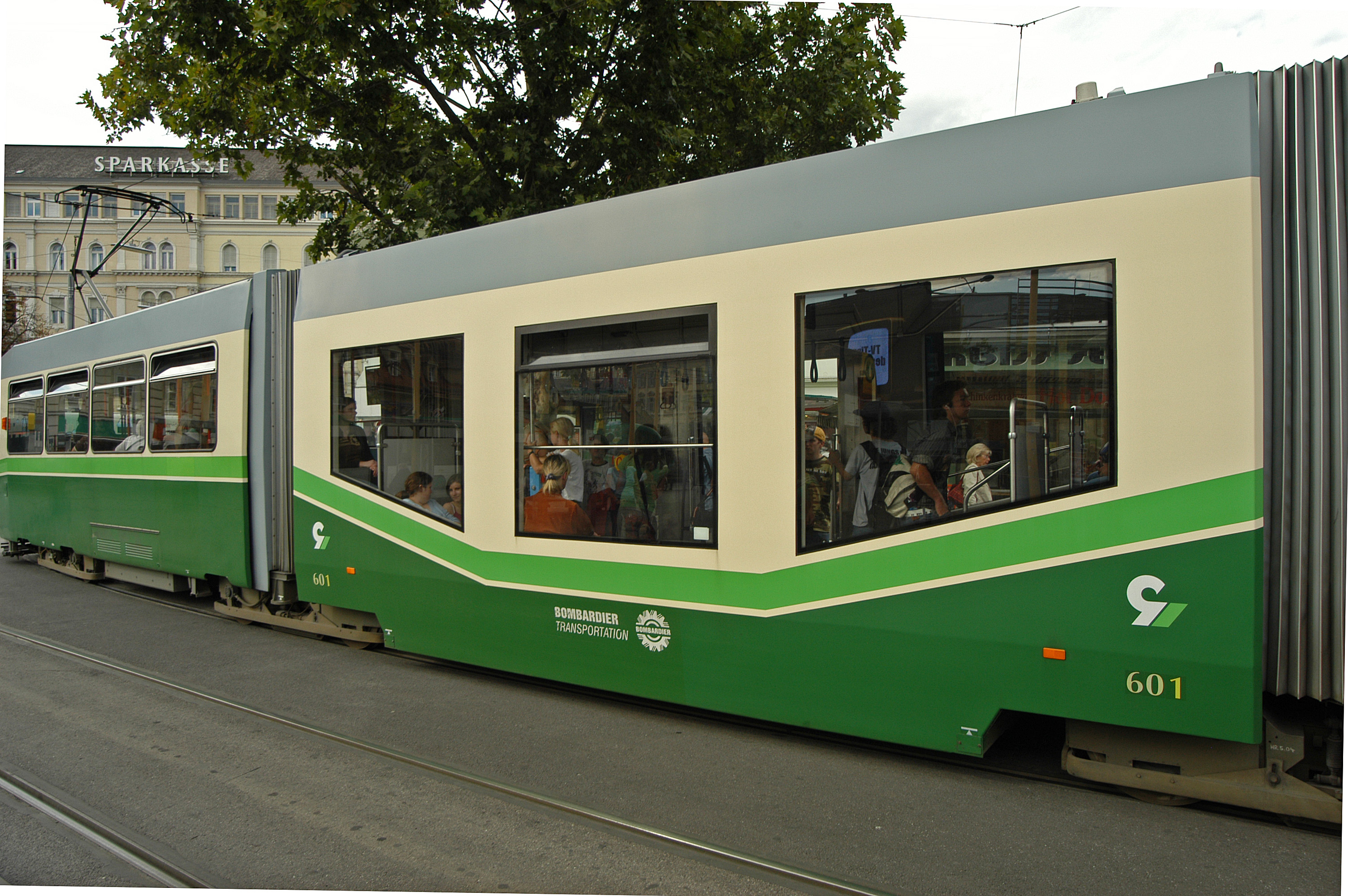
Człon niskopodłogowy
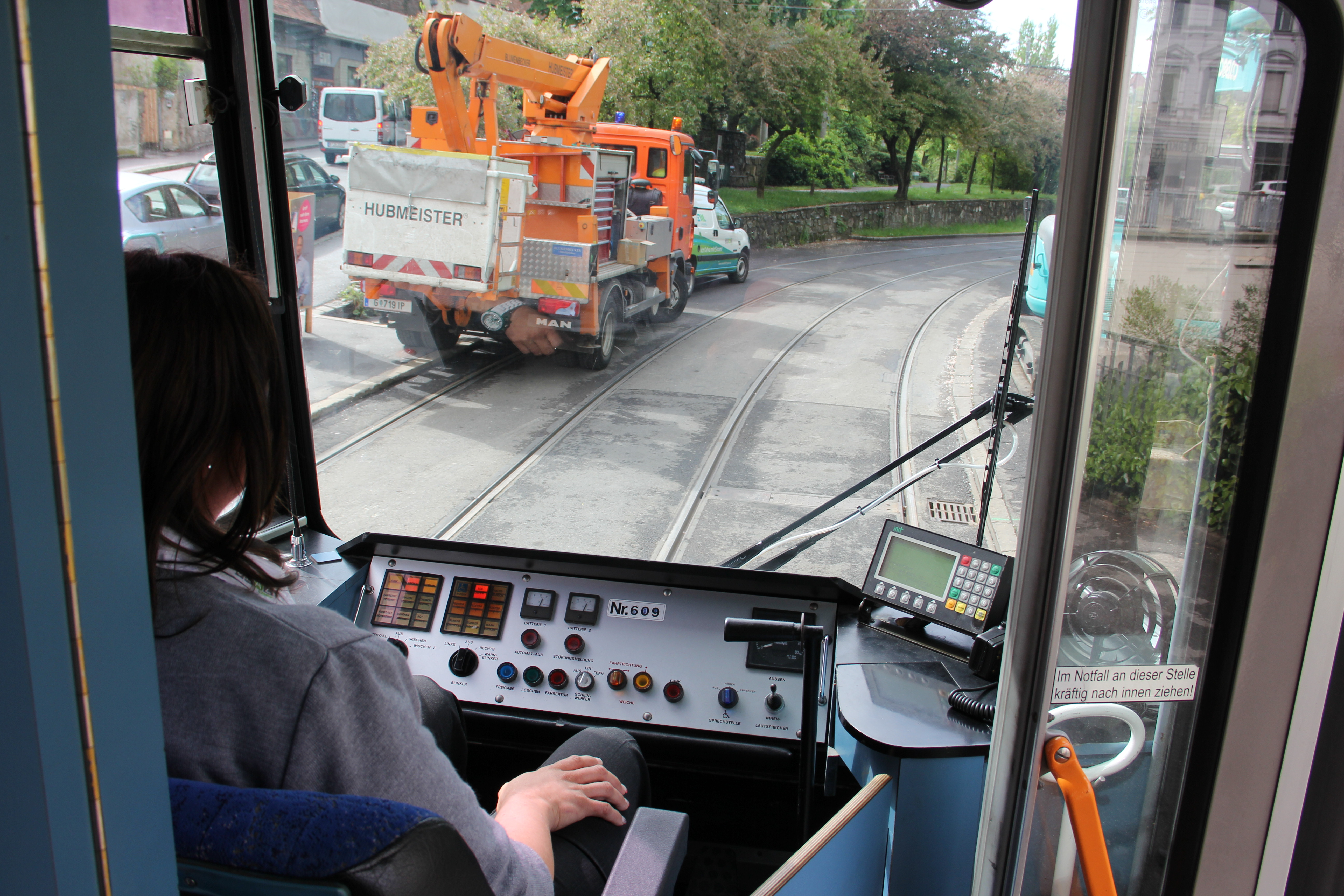
Kabina motorniczego